# Elizabeth Yates (Bürgermeisterin)

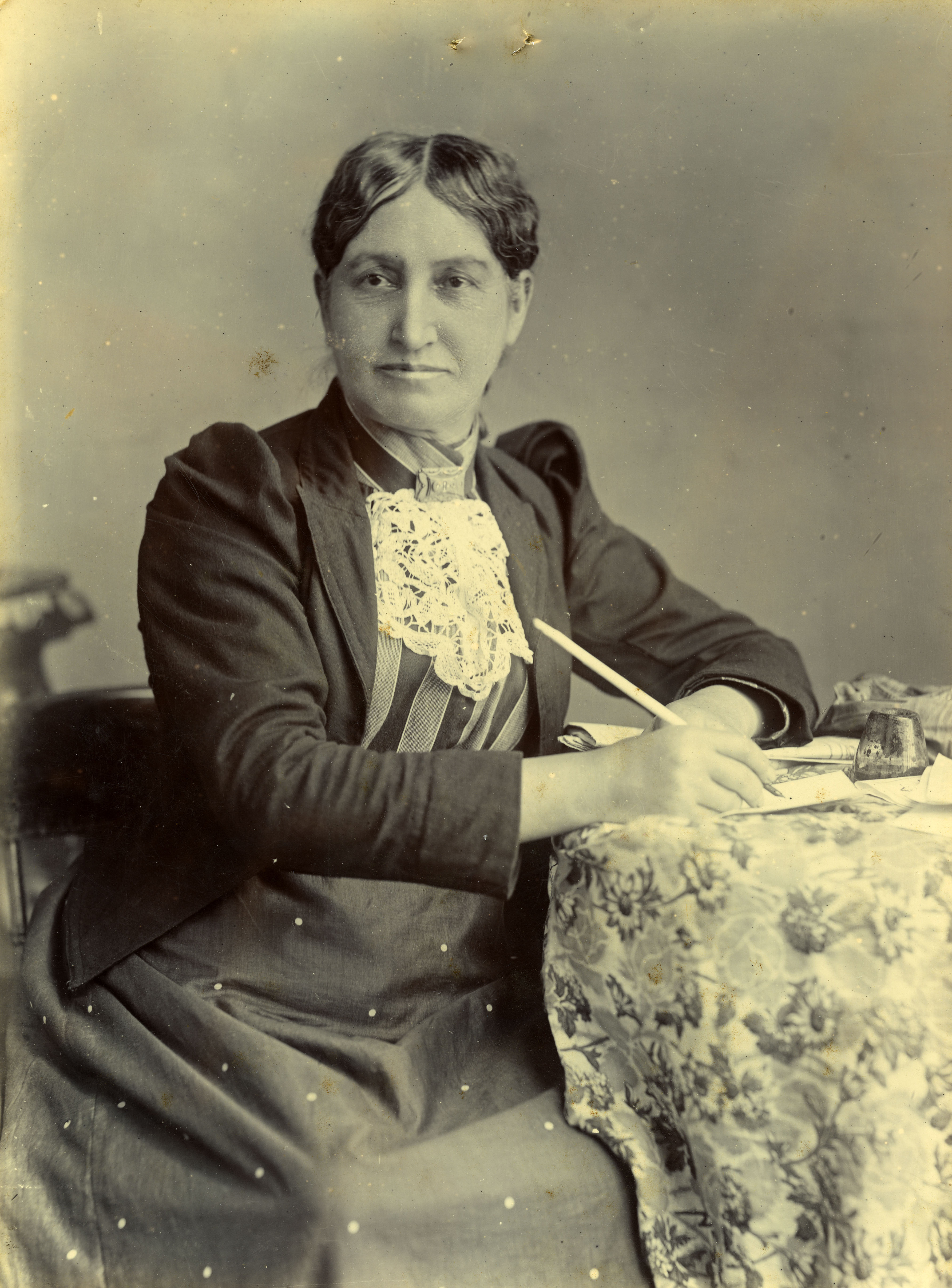
Elizabeth Yates

Elizabeth Yates, geb. Oman, (* zw. 1840 und 1848 in Caithness, Schottland; † 6. September 1918 in Auckland, Neuseeland) war eine neuseeländische Suffragette und von November 1893 bis November 1894 Bürgermeisterin des Ortes Onehunga, heute ein Stadtteil von Auckland. Mit ihrer Wahl galt sie als die erste weibliche Bürgermeisterin (Mayor) im gesamten damaligen Britischen Empire.

## Frühes Leben
Elizabeth Oman wurde irgendwann zwischen 1840 und 1848 im schottischen Ort Caithness als älteste Tochter der Eheleute George Oman und Eleanor Lannigan geboren. Ihre Schwester war Eleanor Oman. 1853 wanderte die gesamte Familie nach Neuseeland aus und erreichte Auckland im Dezember desselben Jahres. 1855 zog die Familie nach Onehunga, wo der Vater als Arbeiter für den Lebensunterhalt der Familie sorgte.

## Privates
Am 15. Dezember 1975 heiratete Elizabeth in der St Peter’s Church in Onehunga Michael Yates und nahm seinen Nachnamen an. Aus der Ehe gingen keine Kinder hervor.

## Bürgermeisterin
Ihr Ehemann Michael Yates ließ sich 1885 in den Gemeinderat wählen und wurde 1888 Bürgermeister der kleinen Stadt. Als er 1892 aus gesundheitlichen Gründen von dem Amt zurücktreten musste, trat ein Jahr später seine Frau Elizabeth Yates zur Wahl des Bürgermeisters an. Elizabeth war eine starke Verfechterin des Wahlrechts für Frauen und ließ sich für das Recht zu wählen nach dem neuen Wahlgesetz im September 1893 in die Wählerliste eintragen. Sie gehörte zudem dem Auckland Union Parliament an und war dort als starke Debattenrednerin bekannt.
Am 29. November 1893 besiegte sie den einzigen Gegenkandidat für das Bürgermeisteramt mit 120 zu 107 Stimmen und ging damit in die Geschichte als die erste Frau in Neuseeland und dem damaligen Britischen Empire ein, die Bürgermeisterin wurde. Das Aufsehen in der Öffentlichkeit führte zur Glückwünschen durch den damaligen Premierminister Richard Seddon und die britische Königin Victoria. Mit dem Amt war auch die Ernennung zur Friedensrichterin verbunden, zu dem sie am 16. Januar 1894 vereidigt worden war. Da sie sich mit der Wahl einer Frau in das höchste Amt der Stadt nicht abfinden wollten, versuchten die Opposition und einige Bürger mit allen Mitteln Yates das Leben und Regieren schwer zu machen. Das teilweise taktlose und auch diktatorische Auftreten von Yates und ihre teilweise Missachtung der Geschäftsordnung im Rat verschärften die Situation im Stadtrat zusätzlich, was dazu führte, dass sie am 28. November 1894 abgewählt wurde und ihren Sitz im Stadtrat verlor. Doch Aufzeichnungen dokumentierten, dass sie in dem Jahr ihrer Amtszeit viel Gutes erreicht hatte. So wurden die Schulden der Gemeinde getilgt, die Feuerwehr reorganisiert, die Straßen, Gehwege und sanitären Anlagen in der Gemeinde verbessert und die Wiedereröffnung eines Friedhofes erreicht, sodass selbst ihre Kritiker eingestehen mussten, dass Yates eine fähige Bürgermeisterin war. Im September 1899 zog sie in den Stadtrat von Onehunga ein und zeigte keinen Nachlass ihres Kampfeswillen. Bei den Wahlen im April 1901 verlor sie jedoch wieder ihren Sitz.

## Krankheit und Tod
Im November 1909 wurde Yates in das Auckland Mental Hospital eingewiesen und starb dort am 6. September 1918. Sie wurde in Onehunga neben ihrem 1902 verstorbenen Ehemann begraben.

## Nachklang
Es sollten nach Elizabeth Yates noch weitere 63 Jahre vergehen, bis eine weitere Frau in Neuseeland zur Bürgermeisterin gewählt werden konnte.